# Pál Kadosa
Pal Kadosa (født 6. september 1903 i Levice, død 30. marts 1983 i Budapest Ungarn) var en ungarsk komponist, lærer og pianist.
Kadosa hører til den vigtige generation af komponister i Ungarn, efter Bela Bartok og Zoltan Kodaly; Sidstnævnte studerede han komposition hos på Budapest Musikkonservatorium (1921-1927).
Han har skrevet 8 symfonier, kammersymfoni, orkesterværker, 4 klaverkoncerter, klaverstykker etc.
Kadosa er inspireret af Bela Bartok, Igor Stravinskij og Paul Hindemith, og bruger også elementer af tolvtone teknik i sine kompositioner. 
Kadosa har også undervist på Franz Liszt Academy bl.a. György Ligeti.

## Udvalgte værker
- Kammersymfoni (1927) - for kammerorkester
- Symfoni nr. 1 (1941–1942) - for orkester
- Symfoni nr. 2 (1948) - for orkester
- Symfoni nr. 3 (1953–1955) - for orkester
- Symfoni nr. 4 (1958-1959) - for strygeorkester
- Symfoni nr. 5 (1960-1961) - for orkester
- Symfoni nr. 6 (1966) - for orkester
- Symfoni nr. 7 (1967) - for orkester
- Symfoni nr. 8 (1968) - for orkester
- Sinfonietta (1974) - for orkester
- Serenade (1945) - for orkester
- 4 Klaverkoncerter (1931, 1953, 1966) - for klaver og orkester
- 3 Strygekvartetter (1935, 1936, 1957)